# Hexura rothi
Hexura rothi is een spinnensoort uit de familie Mecicobothriidae. De soort komt voor in de Verenigde Staten.